# 로널드 코스
로널드 해리 코스(Ronald Harry Coase, 1910년 12월 29일 ~ 2013년 9월 2일) 박사는 영국의 경제학자이다. 1927~1929년까지 런던대학교에서 공부한 후 런던정경대학교에서 박사학위를 취득했다. 그 후 시카고 대학교 로스쿨에서 교수로 재직하였다.
1937년 《기업의 본질》(The Nature of the Firm)을 발표해 기업의 본질과 한계를 설명하기 위한 거래 비용의 개념으로 알려졌고, 1960년 발표한 《사회 비용의 문제》로 재산권과 외부 효과의 문제를 다루어, 1991년 노벨 경제학상을 수상했다.

## 같이 보기
- 코스의 정리